# Lophocampa albescens
Lophocampa albescens là một loài bướm đêm thuộc phân họ Arctiinae, họ Erebidae. Nó được mô tả lần đầu bởi Walter Rothschild vào năm 1909.